# Gnetum cleistostachyum
Gnetum cleistostachyum es una especie de planta trepadora que pertenece a la sección Sessiles del género Gnetum originaria del sudeste de Yunnan.
La especie aún está pendiente de aceptar siendo aconsejable posponer su validación hasta completar su estudio, particularmente sus semillas.

## Propiedades
Contiene derivados de estilbeno, gnetucleistol A, B y C, gnetifolina A, ácido p-hidroxicinámico, piceatanol, resveratrol, bisisorhapontigenina A, gnetuhainina P, gnetulina, los estilbenolignanos, gnetucleistol F, gnetofurano A, lembachol D, gnetifolina F y gnetumontanina, gnetucleistol D (2-metoxioxiresveratrol), gnetucleistol E (3-metoxi-isorhapontigenina), rapontigenina, isorhapontigenina, 4-metoxiresveratrol y pinosilvina se pueden encontrar en G. cleistostachyum.

## Taxonomía
Gnetum cleistostachyum fue descrita por Ching Yung Cheng y publicado en Acta Phytotaxonomica Sinica 13(4): 89, pl. 64, f. 4–6. 1975.